# El viejo terrible
El viejo terrible o El terrible anciano es un cuento corto escrito por el autor estadounidense de horror H. P. Lovecraft en 1920 y publicado en Tryout en 1921. Relata la historia de tres ladrones que intentan robar la casa de un viejo en el poblado ficticio de Kingsport y lo que les ocurre como resultado.

## Sinopsis
Tres ladrones de diferentes nacionalidades, ajenos a Nueva Inglaterra, pretenden robar la casa del Viejo Terrible, donde suponen que esconde un inmenso tesoro proveniente de un galeón español. 

La noche del 11 de abril los ladrones Angelo Ricci y Manuel Silva ingresan en la casa del viejo, mientras Joe Czanek los espera cerca con un carro. Cuando comienzan a demorarse y se escuchan gritos, Czanek supone que, ante la resistencia del viejo, sus compañeros lo están sometiendo a maltratos y violencia. Poco después Czanek ve a alguien saliendo de la casa y cree que son sus compañeros. Sin embargo, resulta ser el Viejo Terrible con sus ojos amarillos. Los gritos eran de Ricci y Silva, no del viejo. A la mañana siguiente los pobladores del lugar encuentran tres cuerpos mutilados e irreconocibles que la marea había arrastrado y un carro vacío. El Viejo Terrible no muestra interés y la gente del poblado supone que esa indiferencia se debe a las situaciones terribles que el Viejo ha experimentado a lo largo de su vida.

## Contexto
Este relato evidencia las ideas xenofóbas y racistas de Lovecraft y su actitud discriminatoria hacia los extranjeros y otras personas ajenas de sus círculos. Con lo que le ocurre a los tres ladrones, se ve una especie de retribución hacia este grupo de personas. Este cuento, que es particularmente corto comparado con otros de Lovecraft, se conecta a su historia de “La extraña casa en la niebla” (1926) por medio del personaje del Viejo Terrible y su residencia en el poblado de Kingsport, Massachusetts, ubicación ficticia de ambos relatos.

## Personajes
- El Viejo Terrible: (personaje principal) el personaje epónimo del cuento, aparece también en “La extraña casa en la niebla”. Es descrito como sumamente viejo y con apariencia débil. Se dice que había sido capitán, que era tan viejo que nadie lo conoció joven y tan reservado que nadie sabía o recordaba su nombre verdadero. En su casa guarda una colección de botellas con pequeños péndulos de plomo en su interior, a las cuales les habla por nombres o apodos —como Jack, Cara Cortada, Tom el Largo, Joe el Español, Peters y Mate Ellis— y que parecen vibrar levemente ante sus palabras, como si estuvieran respondiendo.[3] El Viejo utiliza para sus compras monedas de antiguo oro español, lo que hace suponer que esconde un gran tesoro. Reside en la calle de Water Street cerca del mar.
- Angelo Ricci, Joe Czanek, y Manuel Silva: (personajes secundarios) los tres ladrones que pretenden robarle al Viejo Terrible y encuentran una terrible suerte como resultado.